# Oncideres captiosa
Oncideres captiosa es una especie de escarabajo longicornio de la subfamilia Lamiinae. Fue descrita por Martins en 1981.
Se distribuye por Argentina, Brasil y Paraguay. Posee una longitud corporal de 17-23,2 milímetros. El período de vuelo ocurre en los meses de enero, febrero, marzo, abril, mayo, agosto, octubre, noviembre y diciembre.
Oncideres captiosa se alimenta de plantas y arbustos de la familia Lauraceae, entre ellas, las especies Cinnamomum camphora, Nectandra lanceolata, Persea americana y otras.